# Jacob K. Javits
Jacob Koppel Javits (ur. 18 maja 1904, zm. 7 marca 1986) – amerykański polityk i prawnik. Członek Izby Reprezentantów w latach 1947–1954. Prokurator generalny stanu Nowy Jork w latach 1954–1957. Senator ze stanu Nowy Jork od 9 stycznia 1957 do 3 stycznia 1981. Przedstawiciel liberalnego skrzydła Partii Republikańskiej. Inicjator ograniczenia możliwości wszczęcia wojny przez prezydenta Stanów Zjednoczonych.